# Tonight We Raid Calais
Tonight We Raid Calais (bra: Esta Noite Bombardearemos Calais) é um filme estadunidense de 1943, dos gêneros drama de guerra e espionagem, dirigido por John Brahm, com roteiro de Waldo Salt, L. Willinger e Rohama Lee.

## Sinopse
Geoffrey Carter é um oficial da inteligência britânica enviado para a França durante a ocupação nazista com a missão de sinalizar uma fábrica de munições localizada em Calais, futuro alvo dos bombardeiros aliados. Lá ele recebe a ajuda do patriótico Bonnard, mas sua filha, que não simpatiza com os ingleses, se recusa a ajudar.

## Elenco
- Annabella ... Odette Bonnard
- John Sutton ... Geoffrey Carter
- Lee J. Cobb ... Bonnard
- Beulah Bondi ... Mme. Bonnard
- Blanche Yurka ... viúva Grelieu
- Howard Da Silva ... Sgt. Block
- Marcel Dalio ... Jacques Grandet
- Ann Codee ... Mme. Grandet

## Recepção
A revista especializada brasileira A Cena Muda deu ao filme cotação 1,5/4, considerando-o um filme mediano e destacando a ótima atuação de Lee J. Cobb, em contraste com Annabella, cuja atuação teria sido "uma verdadeira negação".
Para o crítico Moniz Vianna, em sua coluna no Correio da Manhã, o filme padece pelo enredo "débil" e convencional.